# Visione del beato Amedeo Menez da Sylva
La Visione del beato Amedeo Menez da Sylva è una pittura su legno (277x320 cm.) di Pedro Fernández de Murcia. Si trova nella Galleria Nazionale d'Arte Antica di Palazzo Barberini, Roma.

## Descrizione e stile
Il dipinto si riferisce alle visioni del Beato Amedeo da Silva contenute nel libro Apocalypsis Nova ove si parla di un papa angelicato che avrebbe condotto il mondo verso un'era di pace e di sette santi arcangeli identificati in Michele, Gabriele, Raffaele, Uriele, Sealtiele, Geudiele, Barachiele. Costoro precedono ogni altro spirito del loro genere.
Questa tavola monumentale, eseguita agli inizi del Cinquecento (periodo in cui il pittore soggiornò fra Roma, Napoli e Lombardia), proviene dalla chiesa dell'eremo di Montorio Romano, in Sabina, dove il francescano di origine portoghese Amedeo Menez da Sylva ebbe alcune delle sue visioni. La chiesa divenne luogo di culto per gli amadeiti. Nel 1472, su chiamata di papa Sisto IV, Amedeo fondò sul Gianicolo la chiesa di San Pietro in Montorio. Accanto alla chiesa troviamo il tempietto costruito da Bramante, in corrispondenza del luogo in cui avvenne la crocifissione di San Pietro e della caverna in cui Amedeo dialogava con l'arcangelo Gabriele.
Nella rappresentazione del tempio celeste il pittore iberico trae ispirazione da Bramante (nella costruzione dell'architettura che giganteggia all'interno del dipinto); si ispira a Leonardo nella rappresentazione dei volti di alcuni personaggi, e anche a Raffaello nella posa dei personaggi che ricorda la Disputa del Sacramento nelle Stanze Vaticane.